# 葉桂
葉桂（よう けい、1974年8月5日 - ）は中華人民共和国の囲碁棋士。中国囲棋協会に所属、五段。全国囲棋個人戦女子の部優勝、正官庄杯世界女子囲碁最強戦で5人抜きなど。

## 経歴
10歳で囲碁を学び、14歳で囲棋集中訓練隊入り。1989年入段。1991年、女子名人戦優勝。同年、92年に全国囲棋個人戦女子の部3位。1995年五段。1997年NEC杯新秀戦で、王磊、周鶴洋、羅洗河らを破って優勝し、翌年の日中スーパー囲碁俊英戦に出場、仲邑信也に2-0で勝利。2003年に全国囲棋個人戦優勝。2004年の正官庄杯で5人抜き達成、07年は朴鋕恩を破って中国優勝をもたらした。
中国棋士ランキングでは2005年（8月）に58位。

### タイトル歴
- 女子名人戦 1991年
- NEC杯新秀戦 1997年
- 全国囲棋個人戦女子の部 2003年
- 女子名人戦 2005年

### その他の棋歴
国際棋戦
- 宝海杯世界女子選手権戦 ベスト4 1996年
- 日中囲碁交流
  - 1992年 3-4（×吉田美香、×仲邑信也、×羽根直樹、○西田栄美、2-0 青木喜久代、×有村比呂司）
- 日中スーパー囲碁
  - 1998年俊英戦 2-0 仲邑信也
- 正官庄杯世界女子囲碁最強戦
  - 2005年 5-1（○梅沢由香里、○玄味眞、 ○矢代久美子、○金恩善×、○鈴木歩、×尹映善）
  - 2006年 1-0（○朴鋕恩）
  - 2007年 0-1（×李玟眞）

中国棋戦
- リコー杯囲棋混双戦 優勝 2006年（孔傑とペア）
- 全国囲棋個人戦女子の部 3位 1991、92、2001年
- 女子精英戦 準優勝 2007年
- 百霊杯女子囲棋オープン戦 準優勝 2007年